# Флёре-ле-Лавонкур
Флёре́-ле-Лавонку́р (фр. Fleurey-lès-Lavoncourt) — коммуна во Франции, находится в регионе Франш-Конте. Департамент — Верхняя Сона. Входит в состав кантона Дампьер-сюр-Салон. Округ коммуны — Везуль.
Код INSEE коммуны — 70237.

## География
Коммуна расположена приблизительно в 290 км к юго-востоку от Парижа, в 50 км севернее Безансона, в 28 км к западу от Везуля.
Вдоль южной границы коммуны протекает река Гуржона, правый приток Соны.

## Население
Население коммуны на 2010 год составляло 107 человек.
| 1962 | 1968 | 1975 | 1982 | 1990 | 1999 | 2010 |
| ---- | ---- | ---- | ---- | ---- | ---- | ---- |
| 190  | 155  | 136  | 125  | 116  | 108  | 107  |

## Администрация
| Период | Период | Фамилия           | Партия | Примечания |
| ------ | ------ | ----------------- | ------ | ---------- |
| 1977   | 1995   | Жильбер Бийар     |        |            |
| 1995   | 2008   | Мари-Элен Мезонот |        |            |
| 2008   | 2014   | Ален Колине       |        |            |

## Экономика

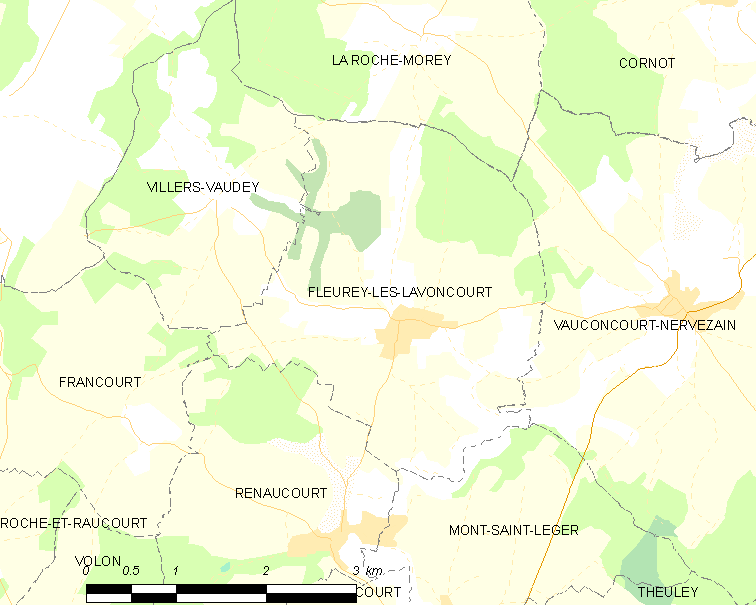
Карта коммуны

В 2010 году среди 53 человек трудоспособного возраста (15—64 лет) 34 были экономически активными, 19 — неактивными (показатель активности — 64,2 %, в 1999 году было 53,8 %). Из 34 активных жителей работали 31 человек (22 мужчины и 9 женщин), безработными было 3 (2 мужчин и 1 женщина). Среди 19 неактивных 2 человека были учениками или студентами, 7 — пенсионерами, 10 были неактивными по другим причинам.